# 新川登亀男
新川 登亀男（しんかわ ときお、1947年10月10日 - 2023年2月10日）は、日本の歴史学者。早稲田大学名誉教授。専門は日本古代史・アジア地域文化学。

## 経歴
1947年、広島県広島市生まれ。早稲田大学第一文学部で学び、1971年に卒業。早稲田大学大学院文学研究科史学専攻（日本史）に進学し、1973年に修士課程を修了。その後、同博士後期課程を満期退学。
卒業後は大分大学講師となった。1999年、学位論文『アジアの中の古代政治文化』を早稲田大学に提出して文学博士号を取得。日本女子大学助教授を経て、早稲田大学文学学術院教授を務めた。2018年に早稲田大学を定年退職し、名誉教授となった。趣味は「食べること」と語っていた。

## 著作
単著
- 『上宮聖徳太子伝補闕記の研究』(戊午叢書)吉川弘文館 1980
  - オンデマンド版 2017[4]
- 『日本古代文化史の構想 祖父殴打伝承を読む』(歴史学叢書)名著刊行会 1994
- 『道教をめぐる攻防 日本の君王、道士の法を崇めず』(あじあブックス)大修館書店 1999
- 『日本古代の儀礼と表現 アジアの中の政治文化』吉川弘文館 1999[5]
- 『日本古代の対外交渉と仏教 アジアの中の政治文化』吉川弘文館 1999[6]
- 『漢字文化の成り立ちと展開』(日本史リブレット)山川出版社 2002
- 『聖徳太子の歴史学 記憶と創造の一四〇〇年』（講談社選書メチエ 2007）
- 『日本古代史を生きた人々 里の民・都市の民・山海の民』大修館書店, 2007
- 『創られた「天皇」号　君主称号の古代史』吉川弘文館, 2024[7][8]

共編著
- 『西海と南島の生活・文化』(古代王権と交流 8) 編 名著出版 1995
- 『長崎県の歴史』(県史 42) 瀬野精一郎・佐伯弘次・五野井隆史・小宮木代良共著, 山川出版社 1998
  - 第2版 2012年
- 『美濃国戸籍の総合的研究』早川万年共編 東京堂出版 2003
- 『東アジアの歴史・民族・考古』(アジア研究機構叢書 人文学篇 第2巻) 高橋龍三郎共編 雄山閣 2009
- 『史料としての『日本書紀』 津田左右吉を読みなおす』早川万年共編, 勉誠出版 2011
- 『「仏教」文明の受容と君主権の構築 東アジアのなかの日本』大橋一章共編, 勉誠出版 2012
- 『『仏教』文明の東方移動 百済弥勒寺西塔の舎利荘厳』編, 汲古書院 2013
- 『仏教文明と世俗秩序 国家・社会・聖地の形成』編, 勉誠出版, 2015
- 『仏教文明の転回と表現 文字・言語・造形と思想』編, 勉誠出版 2015
- 『日本「文」学史 第1冊』河野貴美子・Wiebke DENECKE・陣野英則共編, 勉誠出版, 2015
- 『日本古代史の方法と意義』編 勉誠出版 2018